# نادي موناكو لكرة السلة
نادي موناكو لكرة السلة (بالفرنسية: Association sportive de Monaco)‏ هو فريق كرة سلة فرنسي تأسس في سنة 1928 يقع مقره في موناكو. ينافس في الدوري الفرنسي لكرة السلة الدرجة الأولى ودوري أبطال أوروبا لكرة السلة.

## الإنجازات
- كأس فرنسا لكرة السلة

الوصافة (1): 1983

## أبرز اللاعبين
من أبرز اللاعبين الذين لعبوا معه:
- روبرت سميث
- جمال شولر

## وصلات خارجية
- الموقع الرسمي